# E. & A. Silberman Galleries
E. & A. Silberman Galleries is een voormalige kunsthandel in New York.
E. & A. Galleries werd in 1938 opgericht door de uit Oostenrijk afkomstige broers Elkan Silberman (†1952) en Abris Silberman (†1968). Deze broers kwamen uit een Joodse familie, die al in 1780 een kunsthandel bezat in Wenen. De broers Silberman waren in de jaren '20 eigenaar van kunsthandel E. & A. Silberman aan de Figtengasse in Wenen. Na de Anschluss in 1938 werd hun bedrijf echter onteigend, waarna de voorraad deels werd verkocht en deels overgebracht werd naar Hongarije.
Uit angst voor vervolging vertrokken de Silbermans vervolgens naar de Verenigde Staten, waar ze in New York nog hetzelfde jaar een nieuwe kunsthandel oprichtten onder de naam E. & A. Silberman Galleries, Inc. Hier bouwden ze een zeer goede naam op, onder meer als de kunsthandel ‘that had helped form museum collections’. Ook stond E. & A. Silberman Galleries bekend om haar ‘bijzondere’ bronnen. Zo wist zij enkele belangrijke werken uit openbare Duitse museumcollecties te verwerven, wat de argwaan opwekte van menig collega-kunsthandelaar en -museum in Amerika. Hierbij dient echter opgemerkt te worden dat veel Duitse musea in de jaren 30 onder invloed van het nationaalsocialisme regelmatig niet-Duitse kunst te koop aanboden.